# Mfuleni
Mfuleni (signifie par la rivière en xhosa) est un township de la métropole du Cap, situé à l'est de la ville du Cap. 

## Localisation
Mfuleni est situé à environ une trentaine de kilomètres de la ville du Cap, dans le secteur des Cape Flats au nord de Khayelitsha. Le secteur comprend de nombreuses dunes de sable.

## Démographie
Selon le recensement de 2011, Mfuleni compte 52 274 habitants, essentiellement issus de la communauté noire (95,02 %). Les Coloureds représentent 3 % des habitants et les blancs environ 0,21 % des résidents.
La langue maternelle dominante est le xhosa (85,94 %).

## Historique
Mfuleni est un township créé en 1974 dans le cadre du Group Areas Act pour loger les travailleurs migrants originaires du Ciskei et du Transkei. 
Il se développe à la fin des années 90 dans la banlieue du faubourg des Blue Downs, pour loger les rescapés d'incendies et d'inondations qui avaient ravagé Philippi, Nyanga et Khayelitsha. Le secteur connait de graves problèmes sociaux économiques (chômage, sida) aggravés par une forte criminalité.

## Politique
Mfuleni se partage entre le 21e arrondissement (sub council 21) et le 22e arrondissement du Cap (sub council 22). Il se partage également entre 2 circonscriptions municipales : 
- la circonscription municipale no 16 (Dreamworld - Driftsands au sud de Old Faure Road et la zone constructible de Mfuleni, au sud-ouest de Eersterivier Way/Spine Road, Faure et de la zone constructible de Dreamworld et au nord est de la N2 - Eersteriver south - Eersterivier au sud-est de Forest Drive, sud-ouest de Francoline, Egret, Bernadine, Arlene, Norman, Beverley et Van Riebeeck Street, au nord-ouest de Stratford Avenue - Electric City - Faure - Forest Village - Mfuleni) dont le conseiller municipal est Gordon Thomas (DA).
- la circonscription municipale no 108 (Fairdale - Fountain Village - Mfuleni) dont le conseiller municipal est Themba Honono (ANC).